# Wojciech Gumiński
Wojciech Gumiński (ur. 10 lutego 1989 w Gorzowie Wielkopolskim) – polski piłkarz ręczny, lewoskrzydłowy, od 2017 zawodnik Azotów-Puławy.

## Kariera sportowa
Wychowanek AZS-u AWF Gorzów Wielkopolski. Jako junior występował również w ChKS-ie Łódź, z którym w 2006 wywalczył brązowy medal mistrzostw Polski juniorów młodszych i zajął 3. miejsce w Ogólnopolskiej Olimpiadzie Młodzieży. Następnie powrócił do gorzowskiego klubu, debiutując w rozgrywkach seniorskich. W sezonie 2008/2009 wypożyczony był do AZS-u Uniwersytetu Zielonogórskiego. Po kolejnym powrocie do gorzowskiej drużyny, był jej najlepszym strzelcem w I lidze w sezonie 2009/2010 – w 22 meczach rzucił 125 bramek. W sezonie 2010/2011 rozegrał w Superlidze 15 spotkań i zdobył 87 goli.
W lutym 2011 przeszedł do Zagłębia Lubin. Występując w Zagłębiu, należał do czołowych strzelców Superligi – dwukrotnie zajął 5. miejsce w klasyfikacji najlepszych strzelców rozgrywek (2011/2012 – 141 goli; 2012/2013 – 154 gole), raz uplasował się na 6. pozycji (2013/2014 – 155 goli). W 2016 przeszedł do KPR-u Legionowo. W sezonie 2016/2017 rozegrał w Superlidze 31 meczów i zdobył 75 bramek.
W 2017 przeszedł do Azotów-Puławy, z którymi podpisał trzyletni kontrakt. W sezonie 2017/2018 rozegrał w Superlidze 33 mecze i rzucił 92 bramki. Wystąpił też w ośmiu spotkaniach Pucharu EHF, w których zdobył 19 goli. W sezonie 2018/2019 rozegrał w lidze 23 mecze i rzucił 54 bramki, zaś w Pucharze EHF zanotował sześć występów, w których zdobył 15 goli. W maju 2019 Azoty ogłosiły, że Gumiński nie wypełni trzyletniego kontraktu i odejdzie z drużyny. W kolejnym miesiącu puławski klub poinformował o pozostaniu zawodnika w zespole na kolejny rok.
Występował w reprezentacji Polski B. W 2012 wziął udział w akademickich mistrzostwach świata w Brazylii. W grudniu 2013 został powołany przez trenera Michaela Bieglera do szerokiej kadry Polski seniorów na mistrzostwa Europy w Danii (w turnieju tym nie wystąpił). W barwach narodowych zadebiutował 4 kwietnia 2014 w meczu towarzyskim z Białorusią (27:22), natomiast pierwszą bramkę zdobył następnego dnia w spotkaniu z Rosją (27:21). W grudniu 2014 uczestniczył w przygotowaniach polskiej reprezentacji do mistrzostw świata w Katarze – wystąpił m.in. w towarzyskim meczu z Węgrami (33:19), w którym rzucił 10 bramek.

## Osiągnięcia
Indywidualne
- 5. miejsce w klasyfikacji najlepszych strzelców Superligi:
  - 2011/2012 (141 bramek; Zagłębie Lubin)[6]
  - 2012/2013 (154 bramki; Zagłębie Lubin)[6]
- 6. miejsce w klasyfikacji najlepszych strzelców Superligi: 2013/2014 (155 bramek; Zagłębie Lubin)[6]
- 7. miejsce w klasyfikacji najlepszych strzelców I ligi: 2009/2010 (125 bramek; AZS AWF Gorzów Wielkopolski)[4]